# Hofbräuhaus
La Hofbräuhaus (nome completo in tedesco: Staatliches Hofbräuhaus in München, letteralmente "Birreria di corte statale a Monaco") è un antico birrificio di Monaco di Baviera. È una delle "sette sorelle", le sette fabbriche di birra storiche della città.
È di proprietà del governo bavarese; il prefisso Hof ("corte") indica che il locale e l'annessa fabbrica furono la birreria reale del Regno di Baviera. Il birrificio gestisce il locale nel centro di Monaco, la Hofbräuhaus am Platzl, il ristorante Hofbräukeller e la seconda tenda più grande dell'Oktoberfest, la Hofbräu-Festzelt. La capienza complessiva attuale degli ambienti - Schwemme, Bräustüberl, Festhalle e del Wirtsgarten - è di tremila persone. Oltre alla sede storica, la HB ha aperto alcune filiali in diverse città del mondo, tra cui Genova.

## Storia
Fu fondata il 27 settembre 1589 dal duca Guglielmo V per evitare di dover acquistare la birra per il suo esercito al di fuori del regno, nella Bassa Sassonia. Il primo mastro birraio fu Heimeran Pongratz, proveniente dal monastero benedettino di Geisenfeld. I lavori di costruzione della birreria furono terminati nella primavera del 1591, permettendo, così, l'inizio della fornitura della birra alla corte reale bavarese. Nell'ottobre del 1602 vennero svolte le prime prove di fermentazione per la realizzazione della birra di frumento. Il successo ottenuto da questa tipologia di birra spinse alla realizzazione, a partire dal gennaio 1607, di un nuovo birrificio nel centro di Monaco. A partire dal 1610 il duca Massimiliano I concesse ai proprietari di locanda di rifornirsi di birra all'Hofbräuhaus per, poi, renderla disponibile alla loro clientela.
Nel 1614 il mastro birraio Elias Prichler, appositamente chiamato da Einbeck, produsse la prima birra bock di Monaco. Durante la guerra dei trent'anni, nel 1632 il re di Svezia Gustavo il Grande dopo aver occupato la città di Monaco, scambiò la salvezza della città con 344 barili di birra.

Nel 1806, con la nascita del regno di Baviera, l'Hofbräuhaus diventa Königliches Hofbräuhaus. Nel 1808 anche la produzione di birra Bock venne trasferita dalla sede originale all'edificio di Platzl, nel centro di Monaco. L'apertura al pubblico del birrificio avvenne nel 1828, sotto il regno di Luigi I di Baviera. Nel 1852, dopo un tentativo di privatizzazione fallito a causa delle proteste popolari, il re Massimiliano II trasferì la proprietà della Hofbräuhaus allo stato bavarese. Nel 1879 il direttore del birrificio Johann Nepomuk procedette alla registrazione del marchio HB e del simbolo con le lettere HB sormontate da una corona presso la corte distrettuale di Monaco. Poco tempo dopo, il marchio venne ufficialmente riconosciuto dall'ufficio imperiale dei brevetti di Berlino.

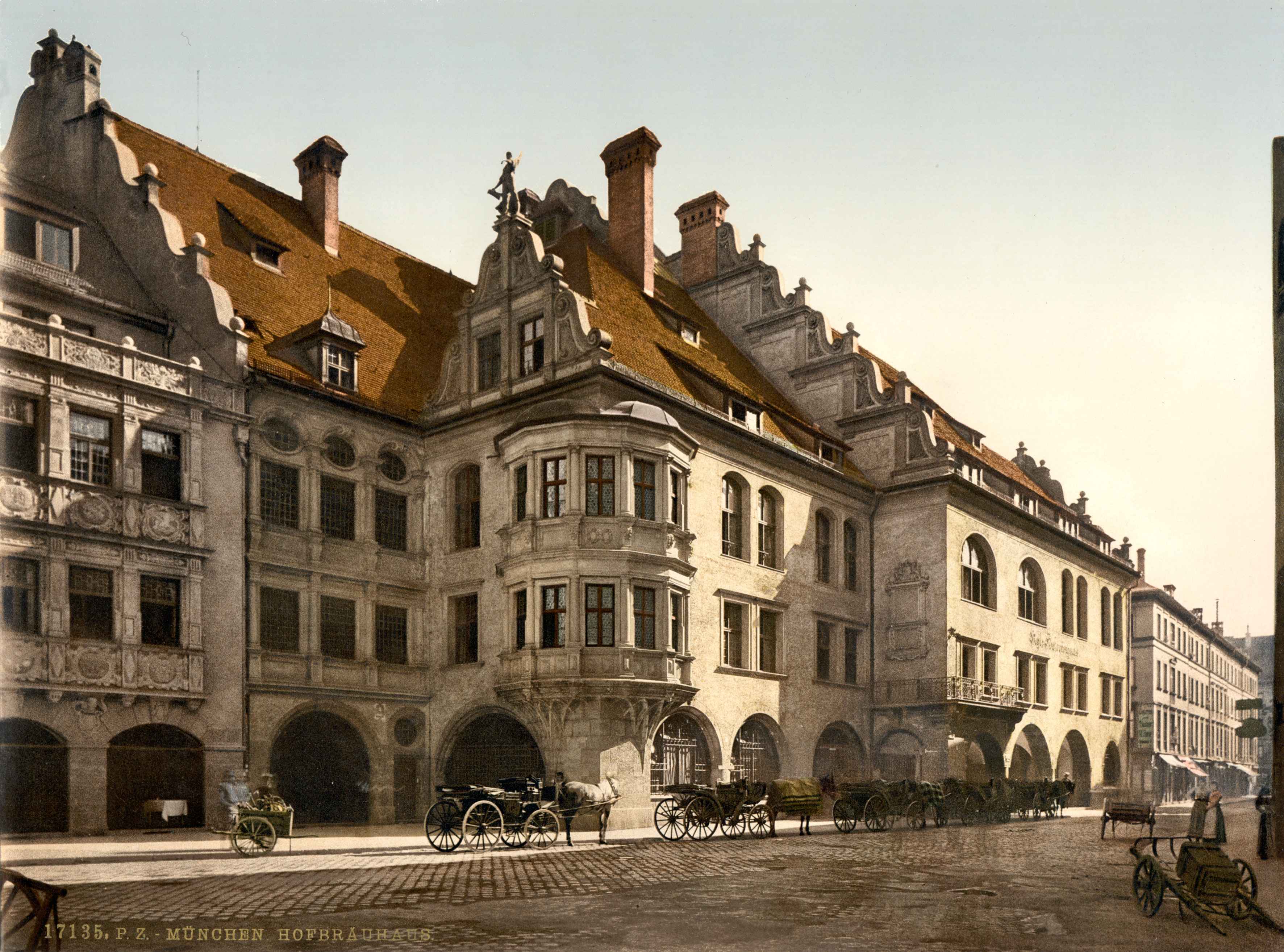
La Hofbräuhaus in una cartolina della fine del XIX secolo

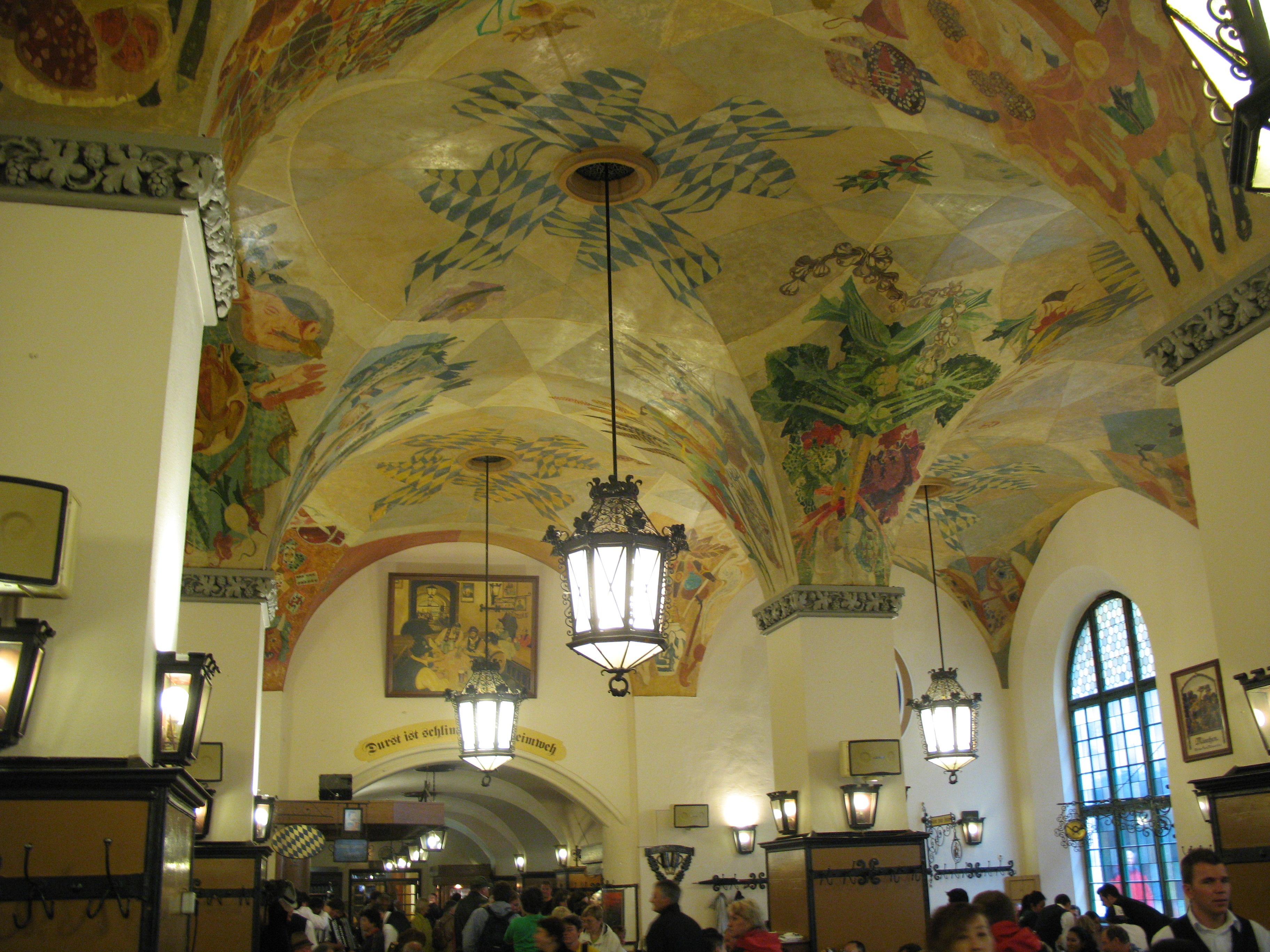
La sala interna

Tra il 1894 ed il 1896 venne completato il trasferimento del birrificio, situato nella parte retrostante dell'edificio, in una posizione più periferica, in Innere Wiener Straße, lasciando posto, nella sede originale, ad una nuova grande sala per gli ospiti: il 22 maggio 1896 venne prodotta l'ultima birra nella storica sede, mentre il 10 agosto successivo fu completata la produzione della prima partita di birra nel nuovo stabilimento. La Hofbräuhaus am Platzl venne, quindi, ristrutturata su progetto dell'architetto Max Littmann con stile neorinascimentale, venendo, poi, inaugurata il 22 settembre 1897.
Nel 1902 venne aperta una Hofbräuhaus a New York che rimase attiva fino al 1923 quando fu costretta a chiudere a causa del proibizionismo.

Dopo essere stata negli anni dieci del Novecento ritrovo dei rivoluzionari di sinistra, il 13 aprile 1919 l'Hofbräuhaus fu il luogo in cui il consiglio degli operai e dei soldati proclamò la Räterepublick (Repubblica dei consigli) che sostituì la repubblica proclamata il 7 aprile da Ernst Toller, Erich Mühsam e Gustav Landauer.

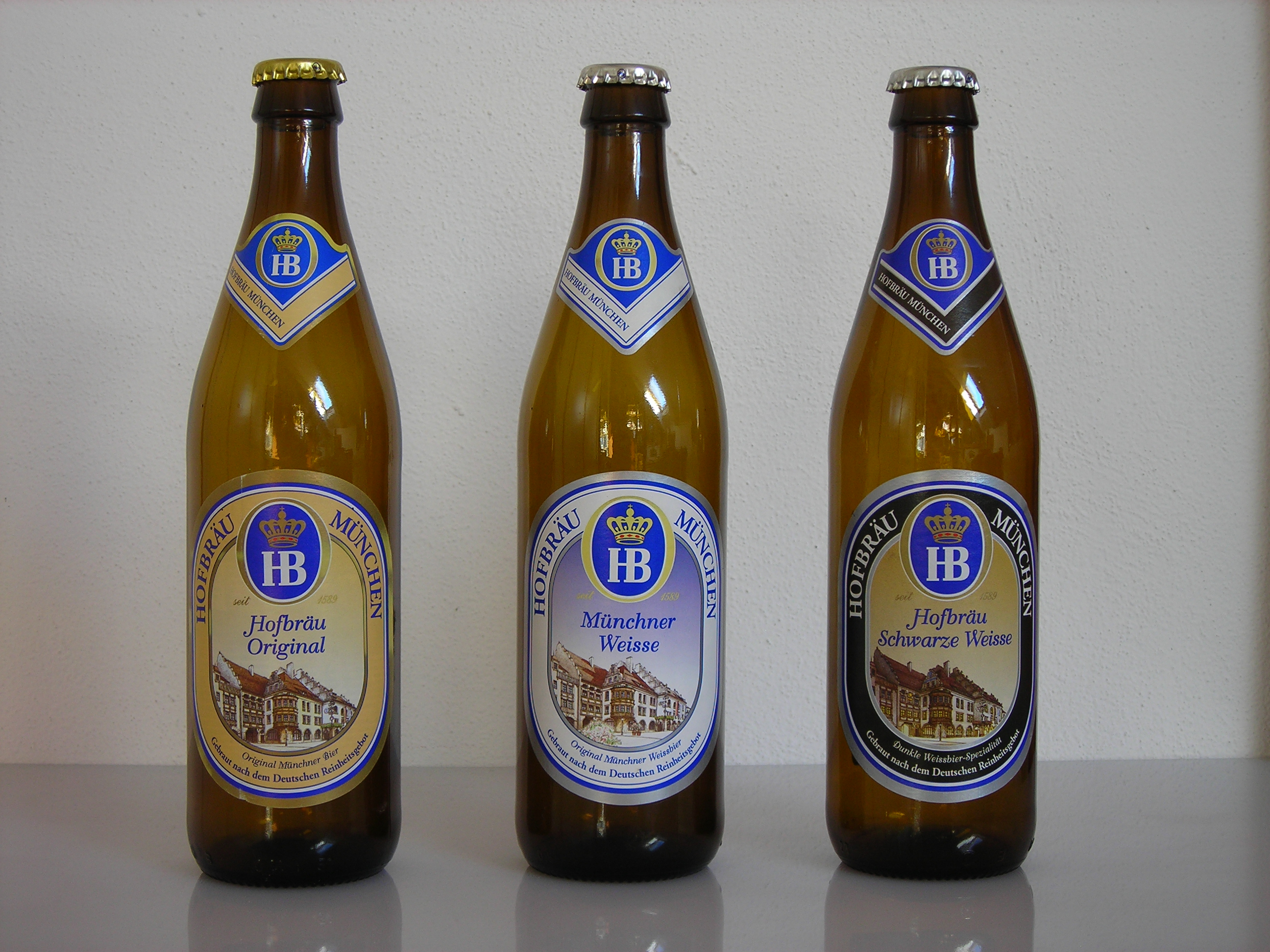
Tre bottiglie di birra Hofbräu München.

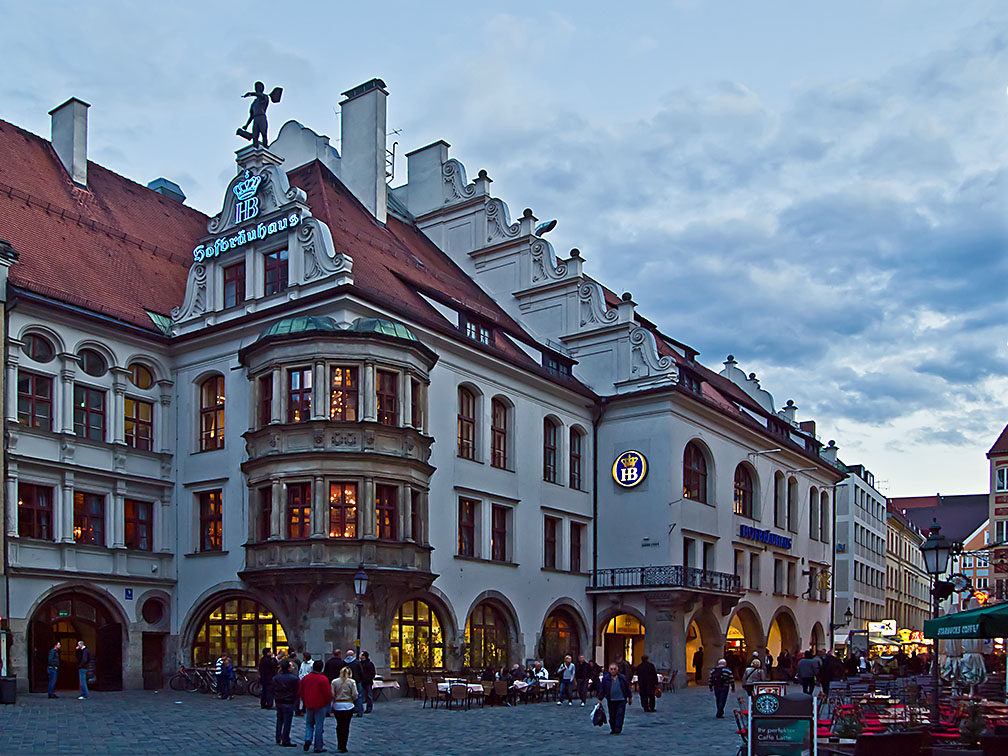
Ingresso del Hofbräuhaus di Monaco

Il 24 febbraio 1920 Adolf Hitler tenne nel salone delle feste dell'Hofbräuhaus uno dei suoi primi comizi, enunciando i 25 punti del programma del Partito nazionalsocialista tedesco dei lavoratori (NSDAP). Nel 1939 il termine königlich (reale) venne eliminato dal nome e sostituito dal termine Staatliches. Il 25 aprile 1944 l'aviazione inglese bombardò Monaco e l'edificio fu quasi completamente distrutto. Venne completamente riaperto al pubblico solo nel 1958, in occasione dell'ottocentesimo anniversario della città di Monaco.
Nel 1986 vennero avviati i lavori per la costruzione di un nuovo birrificio nella zona di Riem; l'impianto, capace di produrre fino a 250.000 ettolitri di birra l'anno, venne inaugurato il 23 novembre 1988. In contemporanea con la costruzione del nuovo stabilimento produttivo, il 6 aprile 1987 un incendio distrusse la malthouse dello stabilimento di Innere Wiener Straße.
Nel 1987 il birrificio inglese Hall & Woodhouse ottenne la licenza per la produzione in Inghilterra dell'Hofbräuhaus. Nel 1989 ottenne la licenza anche il birrificio finlandese Olvi, seguito nel 1993 dal birrificio ungherese Kanizsa, con cui la collaborazione si interruppe a seguito dell'acquisto da parte di SAB del marchio ungherese, avvenuto nel 1994.
Escludendo quella attiva nei primi anni del novecento a New York, 1998 venne aperta a Dubai, all'interno dell'hotel Marriott la prima Hofbräuhaus fuori dalla Germania. Nel 2003 vennero aperti i primi ristoranti Hofbräu negli Stati Uniti ed in Cina, rispettivamente a Newport, nel Kentucky, e a Jiangyin.

## In München steht ein Hofbräuhaus
C'è una celebre canzone bavarese su questa storica birreria, In München steht ein Hofbräuhaus. Fu scritta nel 1935, questo il ritornello:
In München steht ein Hofbräuhaus: eins, zwei, g'suffa!
Da läuft so manches Fäßchen aus: eins, zwei, g'suffa!
Da hat so manche braver Mann: eins, zwei, g'suffa!
Il motto è stato ripreso negli anni 80 dalla Spider Murphy Gang, gruppo di spicco della Neue Deutsche Welle, nella loro canzone Skandal im Sperrbezirk.

## Varietà
- Hofbräu Original, birra lager dal colore giallo dorato ottenuta con luppoli Herkules, Perle, Magnum e Select con grado alcolico 5,1%[9].
- Hofbräu Dunkel, prima birra prodotta in origine dalla Hofbräuhaus, dunkel a bassa fermentazione con grado alcolico 5,5%[10].
- Hofbräu Münchener Weisse, birra weiss ad alta fermentazione dal colore ambrato con grado alcolico 5,1%[11].
- Hofbräu Schwarze Weisse, birra Weiss scura ad alta fermentazione dal colore ambrato con grado alcolico 5,1%[12].
- Hofbräu Sommerzwickl, birra stagionale estiva a bassa fermentazione con grado alcolico 5,1%[13].
- Hofbräu Maibock, birra Bock dal colore ambrato prodotta a partire dal 1614 con grado alcolico 7,2%[14].
- Hofbräu Oktoberfestbier, birra stagionale a bassa fermentazione prodotta nel periodo dell'Oktoberfest con grado alcolico 6,3%[15].
- Hofbräu Winterzwickl, birra stagionale invernale scura a bassa fermentazione con grado alcolico 5,5%[16].
- Hofbräu kristal Weisse, birra Weiss chiara filtrata con grado alcolico 5,4%[17].
- Hofbräu Weisse Leicht, birra Weiss chiara a ridotto contenuto di alcool con grado alcolico 2,6%[18].
- Hofbräu Weisse Alkoholfrei, birra Weiss analcolica[19].
- Hofbräu Alkoholfrei, birra analcolica chiara a bassa fermentazione[20].
- HB Pure, birra lager dal colore giallo dorato con grado alcolico 5,3%[21].